# Carlos Guillermo Suárez Mason
Carlos Guillermo Suárez Mason, Pajarito, (Buenos Aires, 24 de enero de 1924-21 de junio de 2005) fue un oficial militar argentino que participó de dos golpes de Estado y comandó los centros clandestinos de detención de la provincia de Buenos Aires durante la última dictadura cívico militar. 
Fue destituido del Ejército Argentino por ser autor  de varios  crímenes de lesa humanidad. Tenía el apodo de «el carnicero del Olimpo», en referencia a uno de los más grandes centros clandestinos de detención del cual fue su principal responsable.

## Juventud y carrera militar
Carlos Guillermo Suárez Mason fue guardameta de las divisiones inferiores de la Asociación Atlética Argentinos Juniors.
Culminada su educación secundaria, Carlos Suárez Mason ingresó al Colegio Militar de la Nación el 3 de marzo de 1942 y egresó como subteniente del arma de caballería el 21 de diciembre de 1944 con orden de mérito 34 sobre un total de 197 oficiales egresados en la promoción 73 de dicha academia de formación militar. Entre sus compañeros de promoción se destacan los subtenientes Roberto Eduardo Viola y Jorge Rafael Videla. Formó parte del infructuoso golpe dirigido por Benjamín Menéndez en 1951 contra Juan Domingo Perón, y se exilió en Uruguay durante los años siguientes, hasta que la Revolución Libertadora derrocó a este en 1955.
En 1954 nació su hijo Marcos Agustín, que también dedicó su juventud al fútbol. Su otro hijo, Carlos Guillermo, fue oficial de la Armada Argentina.
Fue agregado militar de la embajada argentina en Ecuador durante el gobierno de Juan Carlos Onganía. En 1972 fue ascendido a general de brigada, y encargado de tareas de inteligencia militar; desempeñó un papel destacado en el Operativo Independencia comenzado durante el gobierno de María Estela Martínez de Perón contra la subversión de izquierda; en declaraciones de 1996 a la revista Noticias afirmaría que «en la guerra no existen los excesos; la guerra es un juego en el que el más duro gana, y teníamos que ganar».

## ElProceso(1976-1983)
Entre 1975 y 1979 fue comandante del I Cuerpo de Ejército, con base en el Cuartel Palermo (ciudad de Buenos Aires).
Bajo su jurisdicción operaron los centros de tortura de Automotores Orletti, el Pozo de Bánfield, La Cacha y El Olimpo, y era el mando directo de Ramón Camps, el jefe de la Policía de la Provincia de Buenos Aires. Bajo el control de Suárez Mason operaba también el Batallón de Inteligencia 601 del Ejército, destinado a operaciones de secuestro extorsivo; el batallón contaba con un «grupo de tareas extraterritoriales», que colaboró en el golpe de Estado de 1980 en Bolivia, y proporcionó entrenamiento a los contras nicaragüenses en una base de la CIA estadounidense en el estado de Florida.
Al dejar la comandancia de esta unidad, asumió como jefe del Estado Mayor General del Ejército.
Como tal, durante la crisis entre Argentina y Chile de 1978, promovió la ejecución de la Operación Soberanía iniciando un conflicto armado con este país por la disputa del canal de Beagle.
Entre los militares integró el grupo de «los duros», con Ramón Genaro Díaz Bessone, Santiago Omar Riveros y Luciano Benjamín Menéndez, quienes se oponían a «los blandos» Jorge Rafael Videla y Roberto Eduardo Viola, acordes a las políticas neoliberales de José Alfredo Martínez de Hoz y más proclives a establecer diálogos con sectores políticos.
Tras la derrota en la guerra de las Malvinas (junio de 1982), Suárez Mason fue nombrado presidente de Yacimientos Petrolíferos Fiscales; bajo su mando, las finanzas de la pujante compañía estatal sufrieron un duro revés, e incrementaron vertiginosamente su pasivo.[cita requerida] Investigaciones posteriores lo acusarían de adulterar el combustible entregado a través de la empresa Sol Petróleo S. A. para financiar operativos de inteligencia y apoyar a los contras en Centroamérica, en el marco de la Operación Cóndor.[cita requerida]
El nombre de Carlos Suárez Mason se encontró en la nómina de militares argentinos pagados por la logia masónica Propaganda Due, de Licio Gelli.

## Dirigente de Argentinos Juniors
El 5 de septiembre de 1977 se convirtió en socio vitalicio de la Asociación Atlética Argentinos Juniors. Fue titular de la Comisión Patrimonial desde el año 1979 al 1999. Durante el Proceso de Reorganización Nacional manejó importantes asuntos referidos al club, siendo el hombre fuerte debido a su llegada a las esferas del poder y formas de financiación con los militares golpistas. Llegó a tomar parte de la transferencia de Diego Maradona al Club Atlético Boca Juniors y después al Barcelona Fútbol Club.

## Después de la dictadura
A la caída de la dictadura huyó de Argentina, y se estableció en San Francisco, Estados Unidos, en 1984. El pedido de extradición del gobierno argentino no fue satisfecho hasta 1988, y fue condenado a indemnizaciones millonarias, pero antes del fin del juicio penal en su contra el indulto concedido por el entonces presidente Carlos Menem le garantizó la libertad.
En 1998, la Corte Suprema de Justicia de la Nación Argentina dispuso, a pesar del indultos que fuese firmado por el entonces presidente Carlos Menem, la investigación del accionar de Suárez Mason durante la dictadura militar de 1976 a 1983, con el fin de esclarecer la «información acerca del destino final sufrido por las personas “detenidas desaparecidas”».
Acusado de robar hijos de los desaparecidos nacidos en cautiverio, fue nuevamente extraditado desde California a mediados de los años noventa, por cargos de delitos contra la humanidad, solicitado por el entonces fiscal Luis Moreno Ocampo. Volvió a ser arrestado, y en atención a su edad se le concedió el arresto domiciliario. Violó los términos de este celebrando su octogésimo cumpleaños con un asado en el Estadio de Asociación Atlética Argentinos Juniors, como acostumbraba a hacerlo junto con simpatizantes, barrabravas y algunos excandidatos. La repercusión de este festejo que violaba el arresto domiciliario generó que el año 1998 sufriera un escrache de HIJOS (Hijos por la Identidad y la Justicia contra el Olvido y el Silencio) en la puerta del club. Como consecuencia de ello, el 7 de enero de 1999, la comisión directiva del club Argentinos Juniors decidió, por unanimidad, expulsar a Guillermo Suárez Mason, socio carnet n.º 322 082. Finalmente se le revocó el beneficio de la prisión domiciliaria y fue encarcelado en Villa Devoto.
El 24 de junio de 2003 el juez Norberto Oyarbide condenó a Suárez a tres años y medio de prisión por apología del crimen.
Murió el 21 de junio de 2005 a los 81 años de edad por un paro cardíaco. Había sido operado de urgencia en el Hospital Militar Central tras sufrir una hemorragia en el intestino.